# Erica tenuis
Erica tenuis är en ljungväxtart som beskrevs av Richard Anthony Salisbury. Erica tenuis ingår i släktet klockljungssläktet, och familjen ljungväxter. Inga underarter finns listade i Catalogue of Life.